# Emex australis
Emex australis är en slideväxtart som beskrevs av Adolph e Steinheil. Emex australis ingår i släktet taggskräppor, och familjen slideväxter. Inga underarter finns listade i Catalogue of Life.